# Mark Dice
Mark Shouldice (21 de diciembre de 1977), conocido profesionalmente como Mark Dice, es un autor, youtuber, analista de medios y teórico de la conspiración estadounidense. Fue el primer youtuber conservador en alcanzar el millón de suscriptores en mayo de 2017.
Como escritor ha publicado numerosos libros, incluyendo los bestseller de Amazon The True Story of Fake News: How Mainstream Media Manipulates Millions (2017), donde analizó el fenómeno de las fake news, y Liberalism: Find a Cure (2018).
Ha sostenido que las sociedades secretas del Nuevo Orden Mundial, como los Illuminati, el Grupo Bilderberg, Skull & Bones y Bohemian Grove, dirigen los asuntos humanos y políticas globales, en particular las de los Estados Unidos. Además ha catalogado los atentados del 11 de septiembre de 2001 como un autoatentado.

## Carrera
En 2005, Dice lanzó The Resistance Manifesto, un libro de teorías conspirativas sobre los Illuminati y el Nuevo Orden Mundial, que rápidamente se volvió popular entre la comunidad en línea.
 En mayo de 2009 publicó The Illuminati: Facts & Fiction, donde habla sobre la posibilidad de una sociedad secreta Illuminati, y continuó escribiendo libros sobre conspiraciones y asuntos relacionados con los mecanismos de control del gobierno.
Ha producido varios vídeos en YouTube que se ha vuelto virales y han recibido millones de visitas, siendo mencionado en el programa The View de ABC, The Fox News Channel, Conan O'Brien y otros medios. En 2010, le mandó una caja con basura a Glenn Beck al Fox News Channel por considerarlo irrespetuoso con respecto al movimiento conspirativo sobre el atentado del 11 de septiembre de 2001. Posteriormente, Dice realizó una serie de vídeos en los que intenta que personas en la calle firmen peticiones satíricas, como revocar la Carta de Derechos de los Estados Unidos o garantizar inmunidad a Obama por todos sus crímenes cometidos durante su mandato. Sus videos han tenido repercusiones en todo el país.
Para la serie de The History Channel Decoded, Dice se reunió con los investigadores para hablar sobre los Illuminati. También participó del episodio piloto de Culture Shock con Tommy Lee de Mötley Crüe, una serie sobre viajes e investigación que finalmente no fue producida. Además ha aparecido en programas como Secret Societies of Hollywood en E!, Conspiracy Theory con Jesse Ventura en TruTV, America Declassified en Travel Channel, Ancient Aliens y America's Book of Secrets. Ha sido invitado a programas de radio como The Alex Jones Show y Coast to Coast AM.

## Controversia sobre Michael Reagan
En junio de 2008, Dice lanzó una campaña incitando al público a enviar cartas y DVD a las tropas en Irak apoyando la teoría conspirativa de que los ataques del 11 de septiembre de 2001 fueron un autoatentado. "La gente quiere los hechos. Los Marines quieren la verdad, qué los llevó allá, por qué están arriesgando sus vidas, y nosotros vamos a ayudarlos a entenderlo", le dijo a Fox News Channel. La "Operación Informa a los Soldados", como la llamó Dice, hizo que el conductor Michael Reagan (hijo del expresidente Ronald Reagan) comentara que Dice debía ser encontrado y ejecutado por traición. Reagan comentó en junio de 2008: «Qué tal si ponen a Mark Dice en medio de la balacera. Lo atan a un poste, sin vendarle los ojos, le dan con todo y nos divertimos con Mark Dice», y agregó que «pagaría por las balas».
Dice puso en marcha sin éxito una campaña con la intención de que fuese sancionado por su sindicato o la Comisión Federal de Comunicaciones. Como resultado, la organización Fairness and Accuracy in Reporting le pidió a la cadena de Reagan (Radio America) explicaciones sobre si permitían a sus conductores «llamar a asesinar estando en antena».

## Controversia en YouTube
El 23 de marzo de 2014, el canal de YouTube de Dice, con 55 millones de visualizaciones en ese momento, 265 000 suscriptores y 3-5 millones de visualizaciones al mes, fue cerrado debido a «severas violaciones a las condiciones del servicio». YouTube restableció el canal ese mismo día tras la intensa presión ejercida por los seguidores de Dice. Hasta febrero de 2019, su canal tiene más de 350 millones de reproducciones y más de 1 439 000 suscriptores.